# Guillaume V de Garlande
Guillaume V de Garlande, né vers 1160 et mort après 1216, est seigneur de Livry à la fin du XIIe siècle et au début du XIIIe siècle. Il est le fils de Guillaume IV de Garlande et de son épouse Idoine de Gisors.

## Biographie
En 1188, peut-être accompagné de ses frères Robert et Thibaud, il repousse à Mantes une attaque des Anglais menés par Henri II Plantagenêt et Richard Cœur de Lion, après que ceux-ci ont ravagé le Mantois.
En 1191, il accompagne le roi Philippe Auguste pour la troisième croisade et combat au siège de Saint-Jean-d'Acre. Alors que le roi rentre en France, il reste en Terre sainte et combat à la bataille d'Arsouf.
Après 1191, à la mort de son père Guillaume IV de Garlande, il hérite la seigneurie de Livry. Puis, vers 1193, à l'occasion de son mariage avec Adèle de Châtillon, fille de Guy II, seigneur de Châtillon, et de son épouse Alix de Dreux, la seigneurie de Clichy-la-Garenne fait partie de la dot de son épouse et il en devient ainsi seigneur de jure uxoris. Ce mariage est plutôt prestigieux pour lui car sa belle-mère, Alix de Dreux, petite-fille du capétien Louis VI le Gros, est de sang royal. Il laisse en douaire à sa femme le château de Livry et la moitié des terres qui en dépendent, ainsi que le château de Crussy.
Vers 1195, il achète l'avouerie de l’abbaye Notre-Dame d'Argenteuil à Richard de Bantheleu.
Il combat aux côtés de son roi Philippe Auguste contre le roi Anglais Jean sans Terre. Il est notamment présent lors du siège de Rouen en 1204 et il se distingue également lors de la bataille de Bouvines en 1214 où il fait partie de la garde rapprochée du roi dans la bataille centrale avec les principaux chevaliers du domaine royal.
En 1203, le roi Philippe Auguste lui donne les fiefs de Ons-en-Bray, Neufchâtel-en-Vexin et de Montreuil près du bois de Vincennes, tandis que le comte de Nevers Pierre II de Courtenay lui offre celui de Saint-Cyr.
Il meurt vers 1217 et, en l'absence de fils encore en vie, son héritage est partagé entre ses trois filles.

## Mariage et enfants
Avant 1185, il épouse en premières noces une dame prénommée Clémence et dont le nom de famille est inconnu, mais n'a pas de postérité avec elle,.
Vers 1193, il épouse en secondes noces Adèle de Châtillon, dame de Clichy-la-Garenne, fille de Guy II de Châtillon et de son épouse Alix de Dreux, avec qui il a au moins cinq enfants, :
- Guillaume de Garlande, mort sans postérité après 1209 mais avant son père, cité dans une charte ;
- Thibaut de Garlande, mort sans postérité après 1209 mais avant son père, cité dans une charte ;
- Jeanne de Garlande, morte en 1222, qui épouse Jean de Beaumont, dernier comte de sa maison, séparé de Gertrude de Nesle-Soissons, mais n'a pas de postérité ;
- Marie de Garlande, dame de Livry, morte après 1259, qui épouse en premières noces Henri IV, comte de Grandpré, avec qui elle a trois enfants. Devenue veuve, Marie de Garlande épouse en 1230 en secondes noces Geoffroy de Joinville, seigneur de Montclair, mais n'a pas de postérité avec lui. Divorcée en 1232, elle épouse en troisièmes noces avant 1235 Anséric VII, seigneur de Montréal, avec qui elle a d'autres enfants ;
- Isabelle de Garlande, dame de Clichy, morte entre 1249 et 1255, qui épouse en premières noces Guy V de Senlis, dit Le Bouteiller, mais n'a pas de postérité avec lui. Veuve, elle épouse en secondes noces Jean de Beaumont-en-Gâtinais, seigneur de Villemomble, d'où postérité.